# Friend or Foe
«Friend or Foe» es el segundo sencillo del dúo ruso t.A.T.u. de su segundo álbum de estudio Dangerous and Moving, con el cual colaboraron con grandes personalidades de la música rock como Dave Stewart, Sting y Bryan Adams.

## Maxi CD-Single & Release Dates

### Europa
Maxi CD-Single
1. «Friend Or Foe» (Single Version)
2. «Friend Or Foe» (L.E.X. Global Oxygen Edit)
3. «Friend Or Foe» (Morel's Pink Noise Mix)
4. «Friend Or Foe» (CC) (Video)

2-Track Edition
1. «Friend or foe» (Single Version)
2. «Friend or foe» (L.E.X. Global Oxygen Edit)

### Francia
Limited Edition Maxi CD Single
1. «Friend Or Foe» (Glam As You Mix By Guéna Lg)
2. «Friend Or Foe» (Lenny Bertoldo Club Mix)
3. «Friend Or Foe» (L.E.X. Massive Dub)
4. «Friend Or Foe» (Morel'S Pink Noise Dub)
5. «Friend Or Foe» (Lenny Bertoldo Dub)

### Limited Edition
L.E.X. Lenny B Promo Mix
1. «Friend or Foe» (L.E.X. Club Mix)
2. «Friend or Foe» (L.E.X. Global Oxygen Mix)
3. «Friend or Foe» (Morel's Pink Noise Mix)
4. «Friend or Foe» (Lenny B Club Mix)
5. «Friend or Foe» (L.E.X. Massive Club Edit)
6. «Friend or Foe» (L.E.X. Global Oxygen Edit)
7. «Friend or Foe» (Morel's Pink Noise Radio Edit)
8. «Friend or Foe» (Lenny B Club Radio Edit)
9. «Friend or Foe» (L.E.X. Massive Dub)
10. «Friend or Foe» (Morel's Pink Noise Dub)
11. «Friend or Foe» (Lenny B Dub)
12. «Friend or Foe» (Glam As You Mix)
13. «Friend or Foe» (Glam As You Radio Mix)

### UK
Maxi CD Single
1. «Friend or Foe» (Single Version)
2. «All About Us» (Sunset In Ibiza Radio Mix By Guéna LG)
3. «Friend or Foe» (Morel's Pink Noise Mix)
4. «Friend or Foe» (Video)

Segunda Edición
1. «Friend or Foe» (Single Version)
2. «Not Gonna Get Us» (Radio Version)

## Remixes
- «Friend or Foe» (L.E.X. Massive Club Mix) 8:51
- «Friend or Foe» (L.E.X. Massive Club Edit) 3:33
- «Friend or Foe» (L.E.X. Massive Dub) 7:54
- «Friend or Foe» (L.E.X. Global Oxygen Mix) 8:41
- «Friend or Foe» (L.E.X. Global Oxygen Edit) 3:33
- «Friend or Foe» (Lenny Bertoldo Club Mix) 7:34
- «Friend or Foe» (Lenny Bertoldo Radio Edit) 3:08
- «Friend or Foe» (Lenny Bertoldo Dub) 8:23
- «Friend or Foe» (Morel's Pink Noise Mix) 6:55
- «Friend or Foe» (Morel's Pink Noise Dub) 6:55
- «Friend or Foe» (Morel's Pink Noise Radio Edit) 3:17
- «Friend or Foe» (Glam As You Mix By Guena LG) 7:20
- «Friend or Foe» (Glam As You Radio Mix By Guena LG) 2:42
- «Friend or Foe» (Glam As You Radio Edit By Guena LG) 0:34
- «Friend or Foe» (Daniel Malagoli Remix) 5:56
- «Friend or Foe» (Richard East-European Remix) 4:13
- «Friend or Foe» (Etherial Remix) 5:32
- «Friend or Foe» (Fly Dream Remix) 4:29
- «Friend or Foe» (Vernixx Remix) 7:43
- «Friend or Foe» (2 Ears Remix) 3:35
- «Friend or Foe» (D-Fault Love Everyone Remix) 5:42
- «Friend or Foe» (Diesel Remix By SMR) 4:41
- «Friend or Foe» (Joff's 'Promises' Dub Mix) 8:03
- «Friend or Foe» (Extended Mix By Xelakad) 4:51
- «Friend or Foe» (Rock That Club Remix By Xelakad) 4:32
- «Friend or Foe» (Rolo's Arctic Mix) 7:29
- «Friend or Foe» (Mauro Vall Club Mix 2005 - Hi-Fi Extended Edition) 8:21
- «Friend or Foe» (Mauro Vall Tribal Club Mix 2005) 6:25
- «Friend or Foe» (Jay's Deep Trance Remix) 6:02
- «Friend or Foe» (SK Club Trance Mix) 4:07
- «Friend or Foe» (The Duelist & The Rose Bride Mix)
- «Friend or Foe» (The Ultimate Trance Remix) 6:09
- «Friend or Foe» (CCCP Anti-War Mix) 5:41
- «Friend or Foe» (King Bella Remix) 3:54
- «Friend or Foe» (DJ Migra's Long Disctance Mix)
- «Friend or Foe» (Dikkie's SubDown Mix)
- «Friend or Foe» (The Enemy Mix)
- «Friend or Foe» (G-Style Electronica Mix)
- «Friend or Foe» (Sgaliat's Hypnotic Club Dub)
- «Friend or Foe» (Sgaliat's Hypnotic Demo) 5:36
- «Friend or Foe» (Symphony Remix)
- «Friend or Foe» (Sircam Vocal Edit)
- «Friend or Foe» (Petyasb Club Mix) 9:35
- «Friend or Foe» (Petyasb Dub Of Love) 9:06
- «Friend or Foe» (Petyasb Radio Mix) 3:00
- «Friend or Foe» (Petyasb Radio Instrumental Mix) 3:00
- «Friend or Foe» (Petyasb A cappella Mix) 2:59
- «Friend or Foe» (Petyasb Unfriendly Dub)
- «Friend or Foe» (Petyasb Stripped Mix)
- «Friend or Foe» (Born Again Remix) 3:54
- «Friend or Foe» (Mad Journey Mix) 6:40
- «Friend or Foe» (DJ Oxxe Mix) 4:03
- «Friend or Foe» (Lesbian's Kim Gordon Mix) 6:08
- «Friend or Foe» (Felix Meow's Break Friendly Mix) 7:51
- «Friend or Foe» (NC Flyman Chill Out Mix) 4:28
- «Friend or Foe» (DJ Seta Remix) 3:43
- «Friend or Foe» (Mark Ankh House Remix) 5:16
- «Friend or Foe» (DJ Luis Erre Club Mix)
- «Friend or Foe» (Edson Pride Enthusiastic Mix)
- «Friend or Foe» (Earthquake Remix)
- «Friend or Foe» (White Noise Remix)
- «Friend or Foe» (Underground Remix) 4:49
- «Friend or Foe» (Summer Of 89' Remix) 3:31
- «Friend or Foe» (DJ Arkos Remix) 3:13
- «Friend or Foe» (Terror Remix) 4:05
- «Friend or Foe» (2pm Pumpin Remix) 3:17
- «Friend or Foe» (3am Mix) 5:49
- «Friend or Foe» (A Broken Promise 2) 3:35
- «Friend or Foe» (A Love Unbalanced Remix)
- «Friend or Foe» (A Promise Not 2 Kiss)
- «Friend or Foe» (Abox J. AboTatux Remix) 4:18
- «Friend or Foe» (Tholius Two Storey House Remix)
- «Friend or Foe» (Adrian Martini Mix) 3:58
- «Friend or Foe» (Airways DJ Taylor Mix)
- «Friend or Foe» (Euro Mix) 4:16
- «Friend or Foe» (Phunky & Phat Mix) 3:50
- «Friend or Foe» (Phat Reggaeton Remix) 4:15
- «Friend or Foe» (Da Space Lounge Remix) 3:25
- «Friend or Foe» (Discoass Full Flow Mix) 6:33
- «Friend or Foe» (Ramon140 Remix)
- «Friend or Foe» (Remixulater Remix) 3:17
- «Friend or Foe» (Steamy Windows Remix) 5:08
- «Friend or Foe» (S-Style Trance Mix) 8:23
- «Friend or Foe» (Fee Fye Now With 25% More Mix) 3:22
- «Friend or Foe» (TATooLate Remix) 7:44
- «Friend or Foe» (Rock/Drum Mix) 3:36
- «Friend or Foe» (Strykerblade Hyped Out Remix) 5:17
- «Friend or Foe» (Strykerblade Chilled Out Remix) 4:09
- «Friend or Foe» (D-Lusions Of Grandeur Mix) 4:56
- «Friend or Foe» (Cheezee Pop vs. Kinda-Psy Remix) 4:25
- «Friend or Foe» (Demonic Remix) 4:56
- «Friend or Foe» (Saturdays 4am Mix) 6:50
- «Friend or Foe» (D-Boz Ibiza Sunrise Club Mix) 4:10
- «Friend or Foe» (Chilled Easy Tried Mix) 8:29
- «Friend or Foe» (Callophone Remix) 4:48
- «Friend or Foe» (Messiahs Unfriendly Mix) 3:25
- «Friend or Foe» (Did Too Late Snaremeister Console Remix) 6:44
- «Friend or Foe» (Did Too Late Snaremeister Redane Console Remix) 7:48
- «Friend or Foe» (Sloppy Remix) 4:29
- «Friend or Foe» (Chi-Town's Hype Remix) 5:49
- «Friend or Foe» (Madd Mix) 3:01
- «Friend or Foe» (LatinSatin Style) 4:10
- «Friend or Foe» (Zoviet Gulag Zex Mix) 6:19
- «Friend or Foe» (Girls In Trance Kiss Mix) 4:41
- «Friend or Foe» (IG Remix) 4:23
- «Friend or Foe» (Dizzees Tripped Out Mix) 5:44
- «Friend or Foe» (End Of Worry! Remix) 3:12
- «Friend or Foe» (All Mixed Up) 1:59
- «Friend or Foe» (A Girl Kiss Mix) 4:15
- «Friend or Foe» (DJ Mev Remix Edit 1)
- «Friend or Foe» (DJ Mev Remix Edit 2) 4:41
- «Friend or Foe» (Money's Re-Mix) 4:14
- «Friend or Foe» (Snap Crackel Pop Remix) 3:27
- «Friend or Foe» (Lollipop's Break-Up-Mix) 3:33
- «Friend or Foe» (Hollow Consessions Dream Remix) 6:32
- «Friend or Foe» (Sonicus' Broken Down Mix) 3:34
- «Friend or Foe» (Sensual Dance Remix) 6:09
- «Friend or Foe» (Aeplusypher Remix) 4:37
- «Friend or Foe» (Dr.Blow Remix) 3:54
- «Friend or Foe» (Sandpaper Remix) 4:06
- «Friend or Foe» (Marcelo Carvalho Remix) 7:31
- «Friend or Foe» (DJ Ano's Remix) 4:33
- «Friend or Foe» (3T Mix) 1:48
- «Friend or Foe» (DJ Nodoze's Plastik Surgery Remix) 5:48
- «Friend or Foe» (Get To The Point Remix) 3:09
- «Friend or Foe» (DJ Laze Remix) 4:59
- «Friend or Foe» (Bransboynd Remix) 3:16
- «Friend or Foe» ("Happiness Is A Warm Gun" Mix) 0:48
- «Friend or Foe» (Terraman-Style) 2:47
- «Friend or Foe» (Superfriendly Mix) 3:57
- «Friend or Foe» (Bart Zago Remix) 7:16
- «Friend or Foe» (Sunday Morning Remix) 3:34
- «Friend or Foe» (Short Trance Remix) 4:27
- «Friend or Foe» (Oru Radio Edit Official Contest Mix) 5:35
- «Friend or Foe» (Beat Dub Remix) 4:27
- «Friend or Foe» (Melody & Mezzo's 7" In-Trance Remix) 3:32
- «Friend or Foe» (Lthrobots Tribal Mix) 3:15
- «Friend or Foe» (Latina Mix) 4:30
- «Friend or Foe» (Kitchen Remix) 5:56
- «Friend or Foe» (Feind4Tones Remix) 3:08
- «Friend or Foe» (Face Mix) 2:53
- «Friend or Foe» (Dr.SigMa Remix No 1)
- «Friend or Foe» (Dr.SigMa Remix No 2)
- «Friend or Foe» (Dr.SigMa Remix No 3) 4:00
- «Friend or Foe» (DJ Loo Natik Mix) 5:58
- «Friend or Foe» (DJ Jed Set Deep Love And Sexy Mix) 7:53
- «Friend or Foe» (Keed Vocal Mixshow) 4:37
- «Friend or Foe» (Frenz Mix) 3:28
- «Friend or Foe» (DJ Eat My Beat Bad A.t.A.T.u.De Remix) 2:48
- «Friend or Foe» (Reaman All Words Of Love Remix) 5:10
- «Friend or Foe» (Cling Remix) 3:43
- «Friend or Foe» (Sausage Corporation Remix) 2:55
- «Friend or Foe» (Fizzqiq FrendErFo Remix) 3:28
- «Friend or Foe» (The Enemy Mine Remix) 4:32
- «Friend or Foe» (The Enemy Mine Skrupler Remix 2005) 3:02
- «Friend or Foe» (Don't Try This At Home Remix) 2:22
- «Friend or Foe» (A*Z Insanity Remix) 4:42
- «Friend or Foe» (t.A.T.u. Remix By Gness) 3:12
- «Friend or Foe» (DJ Nyk Progressive House Mix) 5:36
- «Friend or Foe» (Starafe-S-Mix) 3:36
- «Friend or Foe» (Buzukidisko Remix) 4:54
- «Friend or Foe» (The Beat Dust Remix) 5:59
- «Friend or Foe» (DJ Tom Tribal Step Mix) 4:31
- «Friend or Foe» (DJ Substyle Dance Mix) 5:47
- «Friend or Foe» (Dj Plastik Edm 2014 Remix) 4:16

## Posicionamiento
| Listas                           | Posición |
| -------------------------------- | -------- |
| Argentina Top 40                 | 17       |
| Austria Top 75 Singles           | 10       |
| Chile - Top 20                   | 1        |
| España - Top 40                  | 30       |
| Euro Chart 200                   | 33       |
| Hungría - Radio Top 40           | 3        |
| Hungría Editor's Choice Radio    | 5        |
| Indonesia Airplay                | 1        |
| Irlanda                          | 34       |
| Italia - Top 50 Singles          | 5        |
| Letonia Airplay Chart            | 12       |
| México - MTV NORTE               | 2        |
| Países Bajos Dutch Charts 100    | 89       |
| Polonia - Top 30                 | 8        |
| Polonia - Chart Surfer           | 3        |
| Reino Unido                      | 48       |
| República Checa Airplay          | 11       |
| Rusia - Airplay Chart            | 16       |
| Suiza - Top 100                  | 75       |
| Taiwan Top 10                    | 2        |
| UK Top 75 Singles                | 48       |
| VIVA                             | 8        |
| World Chart Show - Mundial Chart | 5        |